# Ferdinand-Bordewijk-Preis
Der Ferdinand-Bordewijk-Preis (niederländisch: F. Bordewijk-prijs), von 1948 bis 1978 Vijverbergprijs, ist ein niederländischer Literaturpreis, der von der Jan-Campert-Stiftung verliehen wird. Ausgezeichnet wird der Autor des besten niederländischsprachigen Prosawerks.
Der Gewinner erhält 6000 Euro Preisgeld (2019). Die Jury besteht (2016) aus: Erica van Boven, Jeroen Dera, Yra van Dijk, Arjen Fortuin, Aad Meinders (Vorsitzender), Jan de Roder, Carl de Strycker und Maria Vlaar. Die feierliche Preisvergabe findet Anfang des Jahres während des Schriftstellerfestes im Theater aan het Spui in Den Haag statt. Der Preis wird durch das Ratsmitglied für Kultur überreicht.
Der F. Bordewijkpreis ist seit 1979 benannt nach dem niederländischen Schriftsteller Ferdinand Bordewijk (1884–1965). Zusammen mit Simon Vestdijk gilt dieser als wichtigster niederländischer Prosaautor seiner Zeit.

## Preisträger

### Vijverbergprijs
- 1948: Jo Boer für Kruis of munt
- 1949: nicht verliehen
- 1950: Josepha Mendels für Als wind en rook
- 1951: Theun de Vries für Anna Casparii of Het heimwee
- 1953: Albert Helman für De laaiende stilte
- 1954: Max Croiset für das Theaterstück Amphitryon
- 1955: nicht verliehen
- 1956: Albert van der Hoogte für Het laatste uur
- 1957: nicht verliehen
- 1958: Marga Minco für Het bittere kruid
- 1959: Jos. Panhuijsen für Wandel in het water
- 1960: nicht verliehen
- 1961: Boeli van Leeuwen für De rots der struikeling
- 1962: Jan Willem Holsbergen für De handschoenen van het verraad
- 1963: Harry Mulisch für De zaak 40/61
- 1964: Jacques Hamelink für Het plantaardig bewind
- 1965: Alfred Kossmann für De smaak van groene kaas
- 1966: Willem Frederik Hermans für Nooit meer slapen (nicht angenommen)
- 1967: Jeroen Brouwers für Joris Ockeloen en het wachten
- 1968: Geert van Beek für De steek van een schorpioen
- 1969: Ivo Michiels für Orchis militaris
- 1970: Jaap Harten für Garbo en de broeders Grimm
- 1971: Bert Schierbeek für Inspraak
- 1972: Anton Koolhaas für Blaffen zonder onraad
- 1973: Kees Simhoffer für Een geile gifkikker
- 1974: William D. Kuik für De held van het potspel
- 1975: Daniël Robberechts für Praag schrijven
- 1976: Adriaan van der Veen für In liefdesnaam
- 1977: J. Bernlef für De man in het midden
- 1978: F.B. Hotz für Ernstvuurwerk

### Ferdinand-Bordewijk Preis
- 1979: Willem Brakman für Zes subtiele verhalen
- 1980: Oek de Jong für Opwaaiende zomerjurken
- 1981: Cees Nooteboom für Rituelen (1980, dt. Rituale, 1985)
- 1982: F. Springer für Bougainville
- 1983: Willem G. van Maanen für Het nichtje van Mozart
- 1984: Armando für Machthebbers
- 1985: J.M.A. Biesheuvel für Reis door mijn kamer
- 1986: A.F.Th. van der Heijden für De gevarendriehoek (dt. Das Gefahrendreieck)
- 1987: Frans Kellendonk für Mystiek lichaam
- 1988: Hermine de Graaf für De regels van het huis
- 1989: Jeroen Brouwers für De zondvloed
- 1990: Leo Pleysier für Wit is altijd schoon
- 1991: Jan Siebelink für De overkant van de rivier
- 1992: Jacq Vogelaar für De dood als meisje van acht
- 1993: Robert Anker für De terugkeer van kapitein Rob
- 1994: Louis Ferron für De walsenkoning
- 1995: Nicolaas Matsier für Gesloten huis
- 1996: Wessel te Gussinklo für De opdracht
- 1997: J.J. Voskuil für Meneer Beerta en Vuile handen
- 1998: Helga Ruebsamen für Het lied en de waarheid
- 1999: Gijs IJlander für Twee harten op een schotel
- 2000: Peter Verhelst für Tongkat; Een verhalenbordeel
- 2001: Kees van Beijnum für De oesters van Nam Kee
- 2002: Stefan Hertmans für Als op de eerste dag
- 2003: L.H. Wiener für Nestor
- 2004: Arnon Grunberg für De asielzoeker
- 2005: Paul Verhaeghen für Omega Minor
- 2006: Tommy Wieringa für Joe Speedboot
- 2007: Marcel Möring für Dis
- 2008: Doeschka Meijsing für Over de liefde
- 2009: Marie Kessels für Ruw

- 2010: Koen Peeters für De bloemen

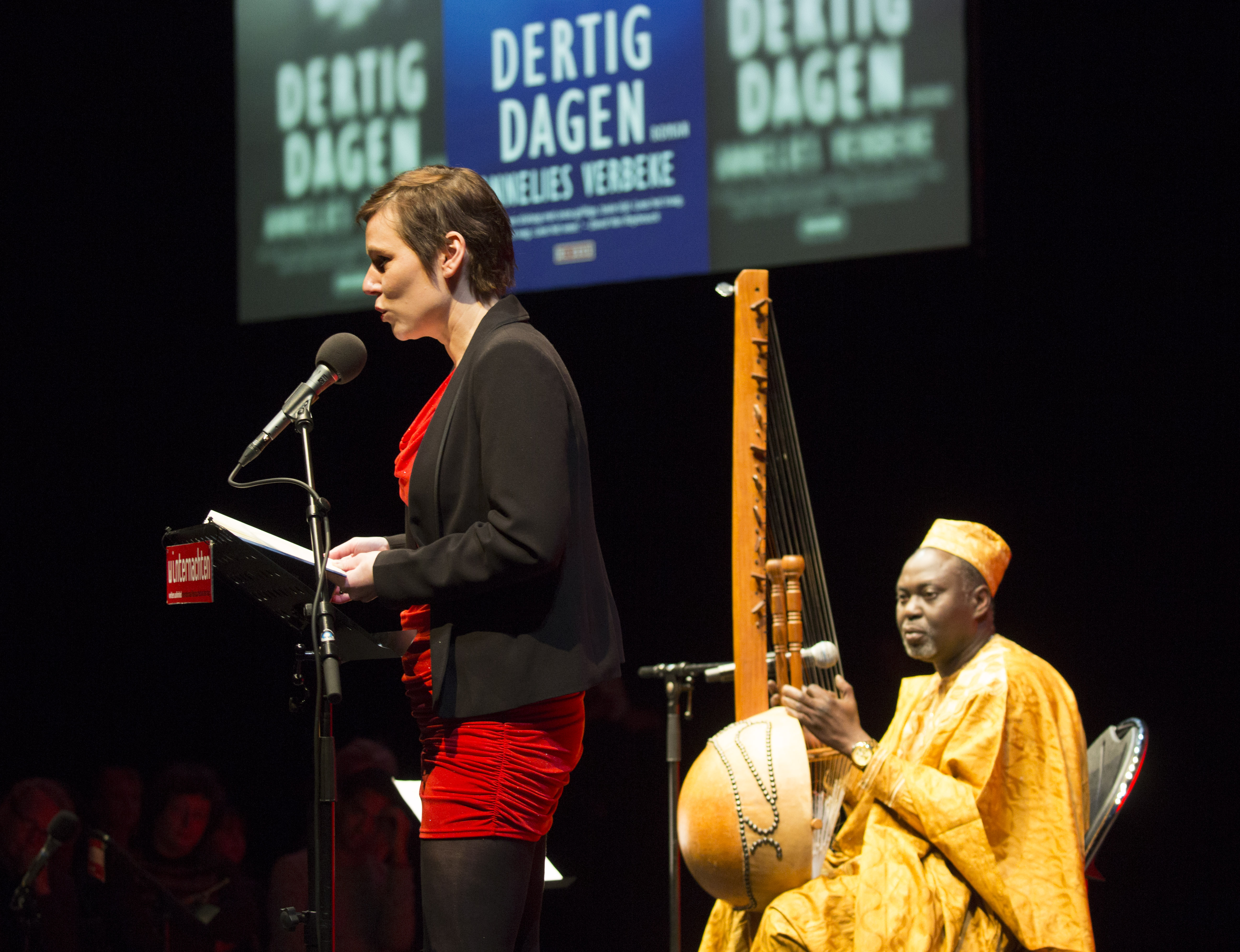
Annelies Verbeke (2015) mit Lamin Kuyateh

- 2011: Gustaaf Peek für Ik was Amerika
- 2012: Stephan Enter für Grip
- 2013: Oek de Jong für Pier en oceaan
- 2014: Jan van Mersbergen für De laatste ontsnapping
- 2015: Annelies Verbeke für Dertig dagen
- 2016: Anton Valens für Het compostcirculatieplan
- 2017: Jeroen Olyslaegers für WIT
- 2018: Jan van Aken für De ommegang
- 2019: Marente de Moor für Foon
- 2020: Anjet Daanje für De herinnerde soldaat[1]
- 2021: Marieke Lucas Rijneveld für Mijn lieve gunsteling
- 2022: Donald Niedekker für Waarachtige beschrijvingen uit de permafrost
- 2023: Tomas Lieske für Niets dat hier hemelt
- 2023: Marieke De Maré für Ik ga naar de schapen